# Allium ilgazense
Allium ilgazense — вид трав'янистих рослин родини амарилісові (Amaryllidaceae), ендемік північної Туреччини.

## Опис
Цибулина яйцювата, діаметром 3–18 мм; зовнішні оболонки чорні, внутрішні — білі. Стеблина завдовжки 22.5–73.2 см, 1–3 мм ушир, випростана. Листків 1–4, завширшки 2–3 мм, порожнисті, коротший від стеблини. Зонтик яйцювато-кулястий, діаметром 20–35 мм, 11–185-квітковий. Оцвітина дзвінчаста, рожева, блідо-рожева або біла при основі; зовнішні сегменти оцвітини 3–8 × 1–2.7 мм, яйцювато-довгасті, гострі; внутрішні — ланцетоподібні, 3.5–9.5 × 0.7–3 мм, обрізані або округлі на верхівці. Пиляки пурпурні. Зав'язь яйцювата, 1.5–5 × 0.7–3 мм. Коробочка яйцювата, 4–5 мм завдовжки.

## Поширення
Ендемік північної Туреччини.